# Радуцешти (Арђеш)
Радуцешти (рум. Răduțești) насеље је у Румунији у округу Арђеш у општини Чомађешти. Oпштина се налази на надморској висини од 322 m.

## Становништво
Према подацима из 2002. године у насељу је живело 131 становника, од којих су сви румунске националности.